# 跑胡子
跑胡子，是流傳於兩湖的字牌遊戲。

## 牌具

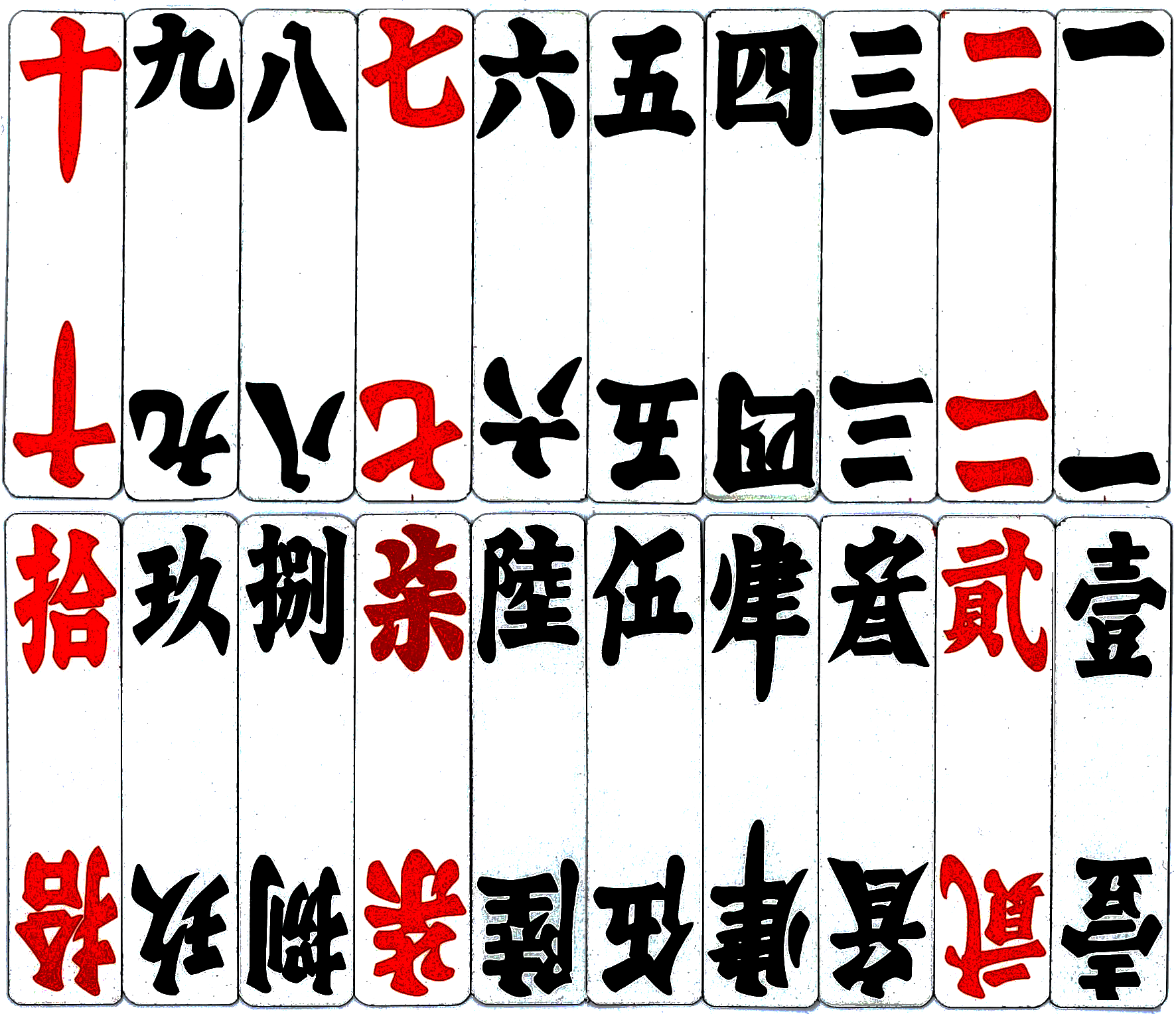
湖南字牌

湖南的字牌。

## 牌規
各地玩法略有差異，以下規則為湖北的跑鬍子。

### 流程
- 四人遊戲。莊家的對家作夢家，稱為守醒。莊家摸二十一張，左右兩家摸二十張。
- 行牌類似麻將，同樣有吃、碰、槓，差別如下。
  - 暗刻須以三張全蓋方式放下，稱為偎牌。
  - 明刻時自摸、補槓，或偎牌時補槓，四張全亮，稱為跑牌。
  - 暗槓、或偎牌時自摸，蓋三张亮一张，稱為提牌。
  - 碰、槓兩次與以上時，不打牌出去，稱為八快。
  - 組成面子時，手中若有同牌，而且可和其他手中的牌組成面子，將兩面子都付露，稱為比牌。
  - 上家或自家摸的牌，當能組成面子時卻放棄、或自己打出該張牌，之後該玩家不能用同張牌組成面子，稱為臭牌。
- 以下兩種組和也能組成面子、能吃牌。
  - 大小寫相同的2、5、7。
  - 三張大小寫不同、點數相同，稱為大小三搭、搭子。
- 組成至少十五胡的七面子為胡牌。同時胡牌則上家優先。荒牌由庄家继续做庄，连续三次荒牌，由下家做庄。
- 不同於麻將，算胡數後還要換算稱為囤的分數。[1]

### 牌值
- 大小三搭、順子的胡數為零，但在湖南1、2、3順子算胡數。各面子的胡數如下表。[1]

| 面子     | 小字 | 大字 |
| -------- | ---- | ---- |
| 碰牌     | 1    | 3    |
| 偎牌     | 3    | 6    |
| 跑牌     | 6    | 9    |
| 提牌     | 9    | 12   |
| 2、7、10 | 3    | 6    |
| 1、2、3  | 3    | 6    |

### 算囤
- 將總胡數減12再除3，其商數即就為囤的分數，然後依稱為半名堂的牌型，對分數先加後乘，成為總分。半名堂如下表[1]。

| 半名堂 | 說明                     | 加乘 |
| ------ | ------------------------ | ---- |
| 自摸   | 自摸胡牌                 | +1   |
| 紅和   | 紅牌13張到10張           | *2   |
| 一點紅 | 紅牌1張                  | *3   |
| 紅烏   | 紅牌超過13張             | *4   |
| 对对胡 | 全是刻子或槓子           | *4   |
| 黑乌   | 全是黑牌                 | *5   |
| 红对   | 全是紅牌的刻子或槓子     | *6   |
| 红乌对 | 紅牌13張以上的刻子或槓子 | *8   |
| 乌对   | 全是黑牌的刻子或槓子     | *10  |